# Chileshe Kapwepwe
Chileshe Mpundu Kapwepwe, là một kế toán viên và giám đốc điều hành của Zambian, là Tổng thư ký của Thị trường chung cho Đông và Nam Phi (COMESA), có hiệu lực từ ngày 18 tháng 7 năm 2018. Bà đã được bầu tại Hội nghị thượng đỉnh COMESA lần thứ 20 tại Lusaka, thủ đô của Zambia.
Ngay trước khi nhận nhiệm vụ hiện tại, bà là chủ tịch của Cơ quan doanh thu Zambia. Bà thay thế Sindiso Ngwenya, từ Zimbabwe, có hai nhiệm kỳ liên tiếp tại chức, đã hết hạn.

## Gia cảnh và giáo dục
Chileshe Mpundu Kapwepwe sinh ra ở Zambia vào ngày 10 tháng 7 năm 1958. Bà có một người chị em sinh đôi, Mulenga Mpundu Kapwepwe, một tác giả và đồng sáng lập Bảo tàng Lịch sử Phụ nữ Zambian. Chileshe Kapwepwe có bằng Thạc sĩ Quản trị Kinh doanh và là Kế toán viên được Chứng nhận. Bà là thành viên của Hiệp hội Kế toán viên được chứng nhận và được chứng nhận (ACCA) của Vương quốc Anh và là thành viên của Viện kế toán bàng chứng Zambia (ZICA).

## Sự nghiệp
Bà Kapwepwe là một kế toán viên chuyên nghiệp, có kinh nghiệm trong các lĩnh vực quản trị, chính sách bàng và quản lý tài chính. Sự nghiệp của bà kéo dài hơn một phần tư thế kỷ trong các tổ chức địa phương và quốc tế, trong cả lĩnh vực bàng cộng và tư nhân.
Nhiệm vụ trong quá khứ bao gồm vai trò Giám đốc điều hành của Quỹ tiền tệ quốc tế cho Tổ chức một nhóm châu Phi, có trụ sở tại Washington, DC. Bà cũng từng là Thứ trưởng Bộ Tài chính và Kế hoạch Quốc gia, trong Nội các Zambia. Bà cũng đã từng phục vụ, trong quá khứ, là Giám đốc điều hành của Tập đoàn sân bay quốc gia Zambia. Trước đó, bà là người quản lý hợp đồng của Société Générale de Surveillance, có trụ sở tại Geneva, Thụy Sĩ.

## Những ý kiến khác
Kapwepwe trước đây, từng phục vụ trong hội đồng quản trị của các bàng ty sau: (a) Cơ quan doanh thu Zambia, người phụ nữ đầu tiên làm chủ tịch hội đồng quản trị đó, kể từ khi thành lập Chính quyền năm 1994. (b) bà cũng phục vụ trong hội đồng quản trị của Ngân hàng Zambia. (c) BP Zambia Plc và (d) Quỹ ủy thác tư nhân hóa Zambia.